# Songs of Kristofferson
Songs of Kristofferson è un album raccolta di Kris Kristofferson, pubblicato dalla Columbia Records (e dalla Monument Records) nell'aprile del 1977. 

## Tracce
Brani composti da Kris Kristofferson, eccetto dove indicato
Lato A
1. The Silver-Tongued Devil – 4:13 – Tratto dall'album: The Silver Tongued Devil and I (1971)
2. Loving Her Was Easier (Than Anything I'll Ever Do Again) – 3:35 – Tratto dall'album: The Silver Tongued Devil and I (1971)
3. Me and Bobby McGee – 4:22 (Kris Kristofferson, Fred Foster) – Tratto dall'album: Kristofferson (1970)
4. Help Me Make It Through the Night – 2:24 – Tratto dall'album: Kristofferson (1970)
5. For the Good Times – 3:25 – Tratto dall'album: Kristofferson (1970)
6. Sunday Mornin' Comin' Down – 4:32 – Tratto dall'album: Kristofferson (1970)

Durata totale: 22:31
Lato B
1. You Show Me Yours (And I'll Show You Mine) – 3:38 – Tratto dall'album: Surreal Thing (1976)
2. The Pilgrim: Chapter 33 (Hang in, Hopper) – 3:05 – Tratto dall'album: The Silver Tongued Devil and I (1971)
3. Stranger – 3:08 – Tratto dall'album: Who's to Bless and Who's to Blame (1975)
4. I Got a Life of My Own – 3:34 – Tratto dall'album: Surreal Thing (1976)
5. Why Me – 3:25 – Tratto dall'album: Jesus Was a Capricorn (1972)
6. Who's to Bless and Who's to Blame – 3:33 – Tratto dall'album: Who's to Bless and Who's to Blame (1975)

Durata totale: 20:23

## Musicisti
- The Silver Tongued Devil and I (1971)
- Kristofferson (1970)
- Surreal Thing (1976)
- Who's to Bless and Who's to Blame (1975)
- Jesus Was a Capricorn (1972)